# المغيرة بن أبي شهاب
المغيرة بن أبي شهاب عبد الله بن عمرو بن المغيرة بن ربيعة بن عمرو ابن مخزوم أبي هاشم المخزومي الشامي، مقرئ دمشق. ذكره ابن الجزري ضمن علماء القراءات، وذكره الذهبي ضمن علماء الطبقة الثانية من حفاظ القرآن، تُوُفي سنة إحدى وتسعين وله تسع وثمانون سنة.

## قراءته
- قرأ «المغيرة» القرآن الكريم على عثمان بن عفان رضي الله عنه، وقد ذكره الإمام أبي عبيد القاسم بن سلام في كتابه «القراءات».
- أخذ القراءة عن المغيرة بن أبي شهاب خيرة العلماء في مقدمتهم: عبد الله بن عامر الدمشقي، الإمام الرابع بالنسبة لأئمة القراء المشهورين.[3]